# Височанка
Височа́нка — село в  Івано- Франківському районі Івано-Франківської області. Входить до складу Галицької міської громади.

## Історія
Перша письмова згадка про село датована 1620 р., коли осадник Гнат Височан заснував село Слобода Височанська. Однак через конфлікт із галицьким старостою село проіснувало не довго, а сам Гнат переселився до Бондарова, де очолив озброєний загін селян у боротьбі з татарськими набігами. З 1658 р.є звістки про село Височанка.
Син Гната Семен сформував 15-тисячну армію в 1648 р. і очистив Прикарпаття від польських військ та фортець, підтримавши національно-визвольну боротьбу гетьмана Б.Хмельницького з Польщею, але з відступом козацьких військ змушений був відійти разом з ними.
За іншими даними село було засновано під назвою Слобода при Вікторові, "з 1635 р. носить назву Височанка, на честь Семена Височана, який заснував село в 1614 році на землях села Вікторів".
Після захоплення Галичини 1772 року Австрійською монархією, згідно нового адміністративного поділу (1782—1786 рр.), територія Височанки відійшла до Станіславського округу Королівства Галичини та Володимирії з центром у місті Львові.
На зламі XIX століття селом володіли представники польських незаможних родів. На початку XX століття село належало Ігнатію Закревському (585 га.). Основні економічні об'єкти Височанки — водяний млин і крамниця тютюнових виробів також належали Закревському. Другий млин перебував у руках С. Берго. 
За Польщі у Височанці діяли господарсько-споживча спілка «Воля» (1924 р.), гурток товариства «Сільський господар» (1924 р.), осередок товариства «Сокіл» (1926 р., голова Михайло Жиляк). Польська «Стража добровільна пожарнича» існувала з 1928 року. В 1921 році у складі села було 594 гектари землі, а в 1931 — 738 гектари.
З 8 вересня 1934 року село Височанка належало до гміни Боднарів. Загальна площа села становила 10,69 кілометрів квадратних, земельних ужитків було 4,46 кілометрів квадратних, орної землі — 2,54 кілометрів квадратних.
Рішенням Галицької районної ради 06.03.2020 закрита школа.

## Відомі люди
- Височан Гнат
- Височан Семен